# Klumpenrisiko
Mit Klumpenrisiken bezeichnet man im Bankwesen die kumulative Häufung von Ausfallrisiken in einem Kreditportfolio mit ähnlich hohen oder identisch hohen Korrelationswerten bei Kreditnehmern, Fremdwährungen, Ratingklassen, Branchen oder Regionen, wodurch die Risikotragfähigkeit eines Kreditinstituts erreicht oder überschritten werden kann.
Auch werden mit dem Begriff Clusterrisiken für Unternehmen, Regionen oder Volkswirtschaften beschrieben, die aus deren Abhängigkeit von einem Branchencluster resultieren.

## Risikostreuung
Alle natürlichen Personen oder Unternehmen und Anleger, also nicht nur Kreditinstitute, sollten unter wirtschaftlichen Gesichtspunkten den Grundsatz der Risikostreuung beachten. Die Risikostreuung zielt allgemein darauf ab, Geldanlage- oder Vermögensrisiken möglichst zu diversifizieren, also den Gesamtbetrag auf unterschiedliche Betragshöhen, Laufzeiten, Formen und Schuldner zu verteilen. Auf diese Weise werden überhöhte Einzelrisiken vermieden. So dürfen Investmentgesellschaften und Kapitalanlagegesellschaften Mittel nur nach dem Grundsatz der Risikomischung anlegen (so u. a. § 110, § 214, § 243 KAGB).

## Bankwesen
Bei der Risikostreuung wird unterschieden zwischen der Konzentration in Krediten an einzelne Kreditnehmer, die auch als Adressenkonzentration oder Klumpenrisiko im engeren Sinne bezeichnet wird, und der ungleichmäßigen Verteilung über Branchen oder geographische Regionen hinweg (Sektorkonzentration). Eine weitere Risikokategorie bilden Risiken aus der Konzentration von Forderungen gegenüber durch Geschäftsbeziehungen miteinander verbundenen Unternehmen. Daraus resultiert die Gefahr von Ansteckungseffekten bei Ausfall eines dieser Kreditnehmer.
- Die Adressenkonzentration ist dadurch gekennzeichnet, dass das gesamte Kreditvolumen einer Bank eine einseitige Verteilung auf nur wenige Kreditnehmer aufweist. Dann ist die Granularität vergleichsweise gering und hat ein entsprechend hohes Ausfallrisiko zur Folge.
- Fremdwährungen: Die Konzentration bei Fremdwährungskrediten auf wenige Fremdwährungen erhöht für eine kreditgebende Bank das so genannte Valutarisiko (Kursrisiko und Paritätsänderungsrisiko), das sich bei der Zahlung der Kreditzinsen und der Kreditrückzahlung negativ auswirken kann.
- Ratingklassen: Häufen sich Kredite innerhalb einer bestimmten Ratingklasse, so können bei Ratingverschlechterungen erhöhte Kreditrisiken entstehen, insbesondere wenn diese Verschlechterungen konjunkturbedingt sind.
- Branchen: Das sektorale Konzentrationsrisiko ist ein Risiko, das alle Unternehmen des gleichen Wirtschaftszweiges gemeinsam trifft. Ein geringeres Risiko ist vorhanden, wenn sehr viele Kredite in verschiedene Branchen vergeben werden, wobei der Anteil jedes einzelnen Kredits am gesamten Kreditvolumen vernachlässigbar gering ist und umgekehrt.
- Regionen: das geografische Risiko betrifft alle Unternehmen einer bestimmten Region. Liegen keine besonderen Schwerpunkte bei der Verteilung in Regionen vor, ist eine hohe Granularität vorhanden und umgekehrt. Die Region hängt vom Sitz des Kreditnehmers ab und dehnt sich aus vom Ort am Sitz der kreditgebenden Bank bis zum Länderrisiko.
- Ratingklasse: Häufen sich Kredite an Kreditnehmer in einer schlechten Ratingklasse, besteht bei der Migration in noch schlechtere Klassen die Gefahr eines überhöhten Kreditrisikos bei gleich mehreren Kreditnehmern.

Sektorale und regionale Konzentrationsrisiken lassen sich als eine an einen externen Faktor gebundene Abhängigkeit (z. B. einen bestimmten Gütermarkt oder eine bestimmte Region) beschreiben, die sich auf alle in diesem Sektor bzw. in dieser Region tätigen Unternehmen gleichermaßen auswirkt. Um derartige Risikokonzentrationen zu vermeiden, bestehen für Kreditinstitute Vorschriften, die die Klumpenrisiken einschränken oder verhindern sollen. Insbesondere das Kreditwesengesetz (KWG) und die Kapitaladäquanzverordnung (englische Abkürzung CRR) sehen umfangreiche Kreditgewährungskontingentierungen vor. Im Kreditwesengesetz gibt es Vorschriften über die Begrenzung von Organkrediten (Kredite an mit dem Kreditinstitut verbundene Kreditnehmer) und die Meldepflichten von Millionenkrediten, während die Kapitaladäquanzverordnung genauere Begrenzungen bei einzelnen Kreditnehmerarten vorschreibt.

### Ausfallwahrscheinlichkeiten
Zu fragen ist jenseits des Zufalls, warum innerhalb eines kurzen Zeitraums mehrere Kreditnehmer bei einer Bank ausfallen können. Hier sind bankbetrieblich zwei Gründe zu nennen, und zwar – einerseits das systematische (allgemeine) Kreditrisiko als Wertveränderung eines Kreditportfolios infolge veränderter konjunktureller Rahmenbedingungen − verifiziert durch ökonomische Fundamentaldaten (etwa Zinsniveau, Arbeitslosigkeit, Absatzkrise, Rezession).
Andererseits besteht ein unsystematisches (spezielles oder idiosynkratisches) Kreditrisiko, das beim einzelnen Kreditnehmer eintretende bonitätsbedingte Veränderungen (Schuldner- oder Emittentenbonität) hervorruft, Ursache. Das systematische Kreditrisiko lässt sich auch bei optimaler Diversifikation nicht ausschalten.

### Korrelationen
Das Klumpenrisiko ist nicht die Summe aller Einzelrisiken, sondern das Gesamtrisiko aus der spezifischen Interaktion der Einzelkredite untereinander. Diese Wechselwirkung der Einzelrisiken untereinander wird mit der statistischen Größe der Korrelation gemessen. Ausfallkorrelationen werden nach dem Grad der echten wirtschaftlichen Abhängigkeit bestimmt. Die Korrelation beschreibt einen linearen Zusammenhang zwischen den Ausfallraten von zwei oder mehr Kreditnehmern. Besteht eine positive Korrelation, so weichen die Ausfallraten der Kreditnehmer in gleicher Weise von ihrem erwarteten Wert ab, bei negativer Korrelation verhalten sich die Ausfallraten entgegengesetzt. Bei hinreichend hoher positiver Korrelation verschlechtert sich das Klumpenrisiko und umgekehrt.
Ähnliche oder identische positive Korrelationswerte führen zur kumulativen Häufung von Risiken. Typische hohe positive Korrelation weisen die Mitglieder von Konzernen, die Kreditnehmereinheit (§ 19 Abs. 2 Satz 1–5 KWG) und die Gruppe verbundener Kunden (Art. 4 Abs. 1 Nr. 39b CRR) auf. Alle haben gemeinsam, dass mehrere Kreditnehmer entweder rechtlich (Konzern) oder wirtschaftlich (Kreditnehmereinheit und Gruppe verbundener Kunden) miteinander verbunden sind. Treten finanzielle Schwierigkeiten bei einem Kreditnehmer dieser Gruppen auf, so ist eine hohe Wahrscheinlichkeit vorhanden, dass auch andere Kreditnehmer aus demselben Konzern, derselben Kreditnehmereinheit und derselben Gruppe verbundener Kunden in Finanzierungs- oder Rückzahlungsschwierigkeiten geraten. Einseitige Abhängigkeiten reichen bei der Bildung von Risikogruppen aus. „Abhängigkeit“ bedeutet in diesem Zusammenhang, dass sich eine Finanzierungsquelle nicht ohne weiteres ersetzen lässt und dass die Kunden in diesem Fall ihre finanzielle Abhängigkeit von dem betreffenden Unternehmen auch nicht durch die Inkaufnahme konkreter Nachteile oder höherer Kosten überwinden können. Die wirtschaftliche Abhängigkeit ist ein idiosynkratisches Risiko, das ein zusätzliches Risiko zum sektoralen und geografischen Risiko darstellt. Ein idiosynkratisches Risiko liegt vor, wenn sich in einem bilateralen Verhältnis die finanziellen Schwierigkeiten eines Unternehmens durch dieses Verhältnis auf ein anderes Unternehmen übertragen, das sonst nicht davon betroffen wäre. Dabei ist die Gruppe verbundener Kunden je nach Zusammenhang als Kreditnehmereinheit oder als Risikoeinheit zu verstehen.

### Großkredite
Geht eine Bank derartige Risiken ein, etwa durch Vergabe von Großkrediten an einen einzelnen Kreditnehmer oder eine Gruppe verbundener Kunden, besteht die Gefahr, dass beim Ausfall dieses einzelnen Schuldners die Bank insgesamt in Schwierigkeiten gerät. Danach besteht eine zweistufige Schwelle. Zunächst sind der Bundesbank nach Art. 392 CRR Kredite an einen Kreditnehmer oder eine Gruppe verbundener Kunden anzuzeigen, die 10 % des haftenden Eigenkapitals des Kreditinstituts erreichen oder überschreiten. Die absolute Großkrediteinzelobergrenze liegt bei 25 % des haftenden Eigenkapitals. Es handelt sich um quantitative Begrenzungsnormen, die von der Bundesbank überwacht werden.

### Kreditnehmereinheit
Mehrere rechtlich selbständige Kreditnehmer müssen bankintern wie ein einziger Kreditnehmer behandelt werden, ihre Kredite sind also zusammenzufassen. Dazu gehören mehrere Kreditnehmer aus einem Konzern, Kreditnehmereinheiten (§ 19 Abs. 2 KWG) und die Gruppe verbundener Kunden.
Nach Art. 4 Abs. 1 Nr. 39 Buchst. b CRR ist eine Gruppe verbundener Kunden („Risikogruppe“) zu bilden, wenn wirtschaftliche Schwierigkeiten des einen Unternehmens zu wirtschaftlichen Schwierigkeiten eines anderen Unternehmens führen (so genannter Contagion-Effekt). Zum Umfang der Risikogruppe bestehen seitens der europäischen Bankenaufsicht Vorschriften in den CEBS (Guidelines on the implementation of the revised large exposures Regime), in Deutschland im BaFin-Rundschreiben 8/2011 und in Österreich in der Richtlinie zur Großkreditevidenzmeldung vom September 2011. Nach letzterer wird in der Regel eine Risikogruppe vermutet, wenn jemand Lieferungen oder Leistungen an ein anderes Unternehmen erbringt oder von diesem bezieht, die 30 % der eigenen Gesamtleistung übersteigen oder Forderungen oder Verbindlichkeiten gegenüber dem anderen Unternehmen hat, die 20 % der eigenen Bilanzsumme übersteigen, oder Verlustabdeckungszusagen, Haftungen, Garantien, Patronatserklärungen oder ähnliche Beistandserklärungen gegenüber dem anderen Unternehmen in der Höhe von mehr als 30 % des eigenen Eigenkapitals abgegeben hat.

### Branche/Region
Klumpenrisiken können jedoch auch dadurch entstehen, dass eine Bank Kredite vorwiegend an Schuldner einer bestimmten Branche, Region oder an bestimmte Staaten vergibt. Gerät die Branche, Region oder der Staat durch die wirtschaftliche Gesamtlage in Schwierigkeiten, so ist die kreditgewährende Bank hiervon besonders betroffen. Auch hier schreibt der Gesetzgeber vor, dass die Banken ihre verschiedenen Risikoarten jeweils begrenzen müssen. Im Gegensatz zu den Höchstkreditgrenzen sind gesetzlich jedoch keine festen Grenzen vorgesehen, werden aber oft institutsintern berücksichtigt (Branchen- und Länderlimite). Ein besonders hohes Klumpenrisiko weisen Spezialbanken (Realkreditinstitute, private Bausparkassen), Hausbanken (VW Bank oder BMW Bank) und Branchenbanken (Bank für Sozialwirtschaft oder Pax-Bank) auf.

### Länderrisikokonzentration
Um Länderrisikokonzentrationen frühzeitig zu erkennen und bankenaufsichtlich zu überwachen, hatten Kreditinstitute bis zum 1. Januar 2018 ferner auf Grund der Länderrisikoverordnung vierteljährlich gemäß § 25 Abs. 3 KWG Meldungen zum Auslandskreditvolumen einzureichen. Dies betraf Kreditinstitute, bei denen das Kreditvolumen an Kreditnehmer mit Sitz außerhalb des Europäischen Wirtschaftsraumes, der Schweiz, den USA, Kanadas, Japans, Australiens und Neuseelands insgesamt 10 Millionen Euro übersteigt.

### Granularität
Komplementärbegriff zum Klumpenrisiko ist die Granularität. Die Banken versuchen im Rahmen des Granularitätsprinzips, die Verteilung ihres Kreditportfolios wesentlich breiter auf viele Kreditnehmer zu streuen. Eine Granularität zwischen 2 und 5 % wird dabei angestrebt, das heißt, auf einen Kreditnehmer/eine Branche/eine Region entfallen maximal 2–5 % des haftenden Eigenkapitals eines Kreditinstituts. Wird ein einzelner Kreditnehmer zahlungsunfähig, so ist aufgrund der Granularität keine große Auswirkung auf das Eigenkapital eines Kreditinstituts zu erwarten.

### Vermeidung oder Minderung der Konzentrationsrisiken
Diese Konzentrationsrisiken aus einer ungleichmäßigen Verteilung der Geschäftspartner in Kredit- oder sonstigen Geschäftsbeziehungen und/oder aus sektoraler oder geographischer Geschäftsschwerpunktbildung können so große Verluste generieren, dass die Risikotragfähigkeit eines Kreditinstituts gefährdet sein kann. In einzelnen Sektoren oder Regionen können positive Korrelationen durch die Zugehörigkeit eines Kreditnehmers zu einem Sektor oder einer Region entstehen, so dass besondere Schwerpunkte in der Kreditgewährung eine hohe Ausfallgefährdung mit sich bringen.
Die Risikodiversifikation einer Bank muss beim Klumpenrisiko zum Ziel haben, das Kreditvolumen eines Portfolios insgesamt auf möglichst viele Fremdwährungen, Ratingklassen, Branchen und Regionen zu verteilen und gegenseitige Abhängigkeiten einzelner Kreditnehmer zu vermeiden.
Instrumente hierfür sind
- antizipativ: ein angemessenes Risikomanagement sorgt für selektive Kreditpolitik, hohe Bonitätsanforderungen, Hereinnahme von Kreditsicherheiten, Bildung von Konsortien, vorausschauende Bilanzanalyse;
- reaktiv: Kredithandel, Abschluss von risikomindernden Derivaten (Kreditderivate, insbesondere Credit Default Swaps als Sicherungsnehmer), Kreditkündigung (bei Vorliegen eines Kündigungsgrundes wie etwa mit Hilfe der Material-Adverse-Change-Klausel).

## Versicherungsgeschäft
Analog wird der Begriff auch im Versicherungs- und Vermögensverwaltungsgeschäft bzw. im Portfoliomanagement verwendet. Hier bildet das Gesamtvermögen bzw. die Total Assets (TA) die Bezugsgröße. Klumpenrisiken im Vermögensverwaltungsgeschäft sind nicht so stark reguliert. Allerdings gibt es zum Beispiel in der Schweiz, dem weltweit größten Offshore-Vermögensverwaltungsmarkt, zunehmend eine dichte Rechtsprechung. Demnach darf grob davon ausgegangen werden, dass es sich bei allem, was über 10 % TA (Total Asset) beträgt, um ein Klumpenrisiko handelt.
Im Versicherungsgeschäft wird analog vom „Risikokumul“ gesprochen. Das risikomindernde Gesetz der großen Zahl wird nämlich nur dann wirksam, wenn die versicherten Risiken hinsichtlich ihres Schadenseintritts unabhängig voneinander sind. Ein Risikokumul liegt deshalb bei Versicherungen dann vor, wenn z. B. eine Vielzahl von Gebäuden in einer Stadt gegen Schäden durch Erdbeben versichert werden.
Die versicherten Objekte dürfen aus diesem Grunde nicht durch dieselben Ereignisse (wie Naturkatastrophen) bedroht werden.
Bei Rückversicherungen entsteht ein Kumulschadenrisiko, wenn mehrere Ereignisse zur gleichen Zeit eintreten, etwa eine schwere Naturkatastrophe und ein Börsencrash.

## Industrie
In Bezug auf die deutsche (und vereinzelt auch bezogen auf die tschechische, slowakische und ungarische) Volkswirtschaft spricht man von einem Klumpenrisiko, das sich aus der Abhängigkeit vom mitteleuropäischen Cluster der Autoindustrie und ihrer Zulieferer ergibt. Diese kämpften seit 2018 mit Problemen, die sich aus der Orientierung großer Hersteller auf das Marktsegment der Premiumklasse sowie aus dem späten Einstieg in die Elektromobilität ergeben.